# Les Alleuds (Maine-et-Loire)
Les Alleuds ist eine Ortschaft und eine Commune déléguée in der französischen Gemeinde Brissac Loire Aubance mit 963 Einwohnern (Stand: 1. Januar 2022) im Département Maine-et-Loire in der Region Pays de la Loire. Die Einwohner werden Alleusiens genannt.
Die Gemeinde Les Alleuds wurde am 15. Dezember 2016 mit neun weiteren Gemeinden, namentlich Brissac-Quincé, Charcé-Saint-Ellier-sur-Aubance, Chemellier, Coutures, Luigné, Saint-Rémy-la-Varenne, Saint-Saturnin-sur-Loire, Saulgé-l’Hôpital und Vauchrétien zur neuen Gemeinde Brissac Loire Aubance zusammengeschlossen. Sie gehörte zum Arrondissement Angers und zum Kanton Les Ponts-de-Cé.

## Geographie
Les Alleuds liegt etwa 19 Kilometer südsüdöstlich von Angers im Weinbaugebiet Anjou. Umgeben wurde die Gemeinde Les Alleuds von den Nachbargemeinden Brissac-Quincé im Nordwesten und Norden, Charcé-Saint-Ellier-sur-Aubance im Norden und Nordosten, Saulgé-l’Hôpital im Osten, Luigné im Südosten und Süden, Chavagnes im Süden und Südwesten sowie Notre-Dame-d’Allençon im Südwesten und Westen.

## Bevölkerungsentwicklung
| Jahr                       | 1962 | 1968 | 1975 | 1982 | 1990 | 1999 | 2006 | 2013 |
| Einwohner                  | 443  | 431  | 402  | 449  | 564  | 636  | 817  | 879  |
| Quellen: Cassini und INSEE |      |      |      |      |      |      |      |      |

## Sehenswürdigkeiten
- Kirche Saint-Aubin
- Priorei Saint-Aubin, Monument historique

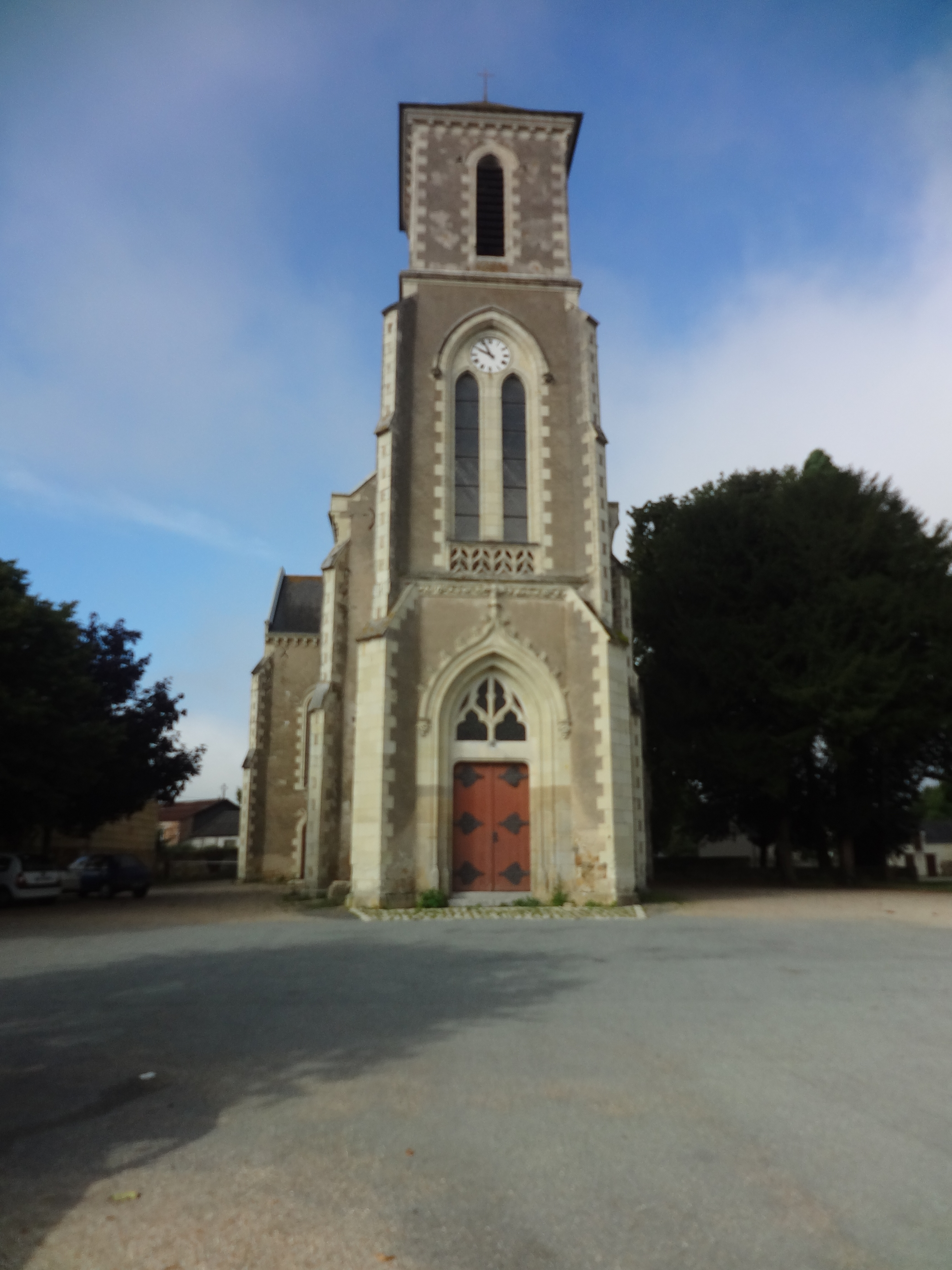
Kirche Saint-Aubin
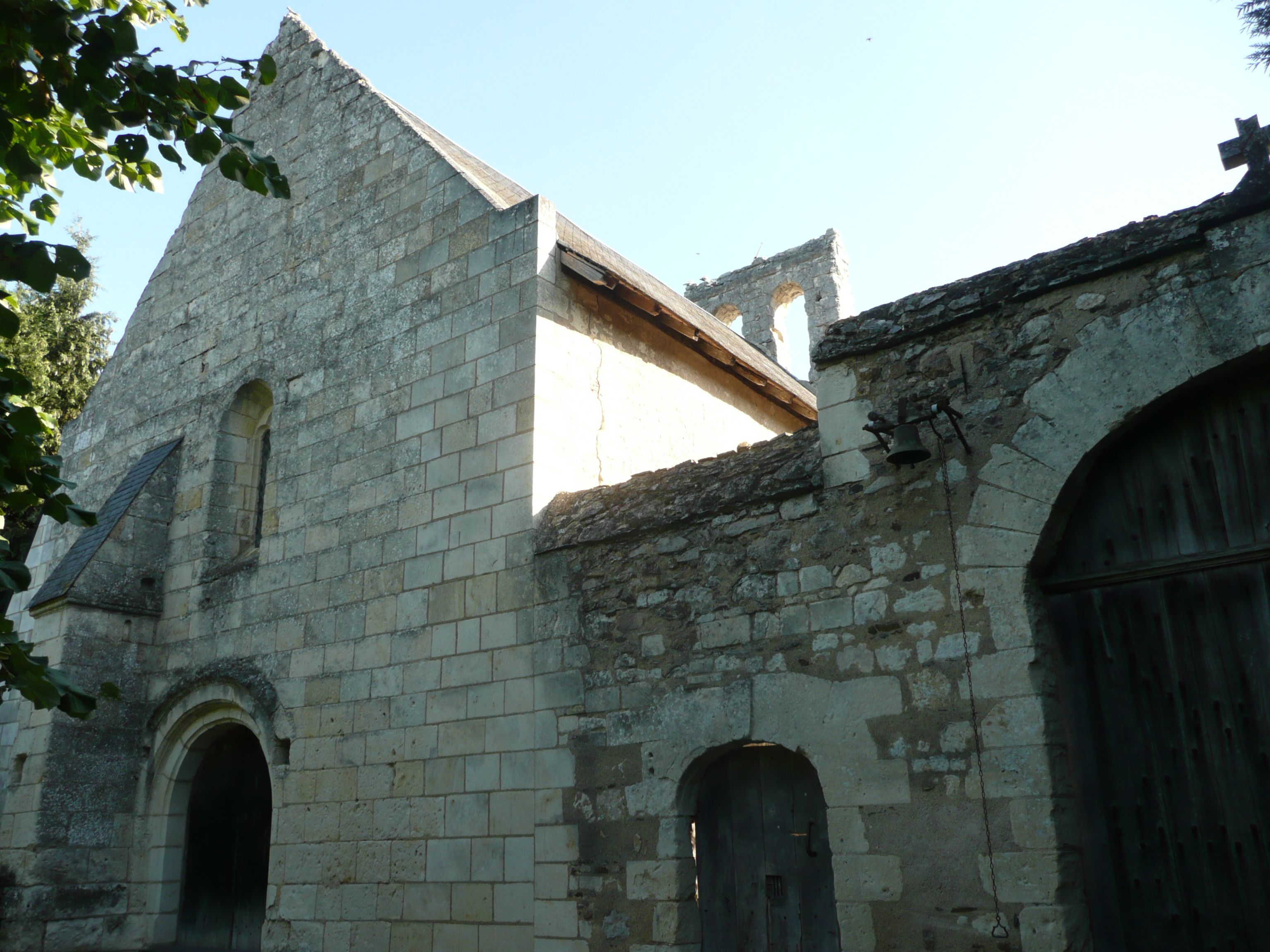
Priorei
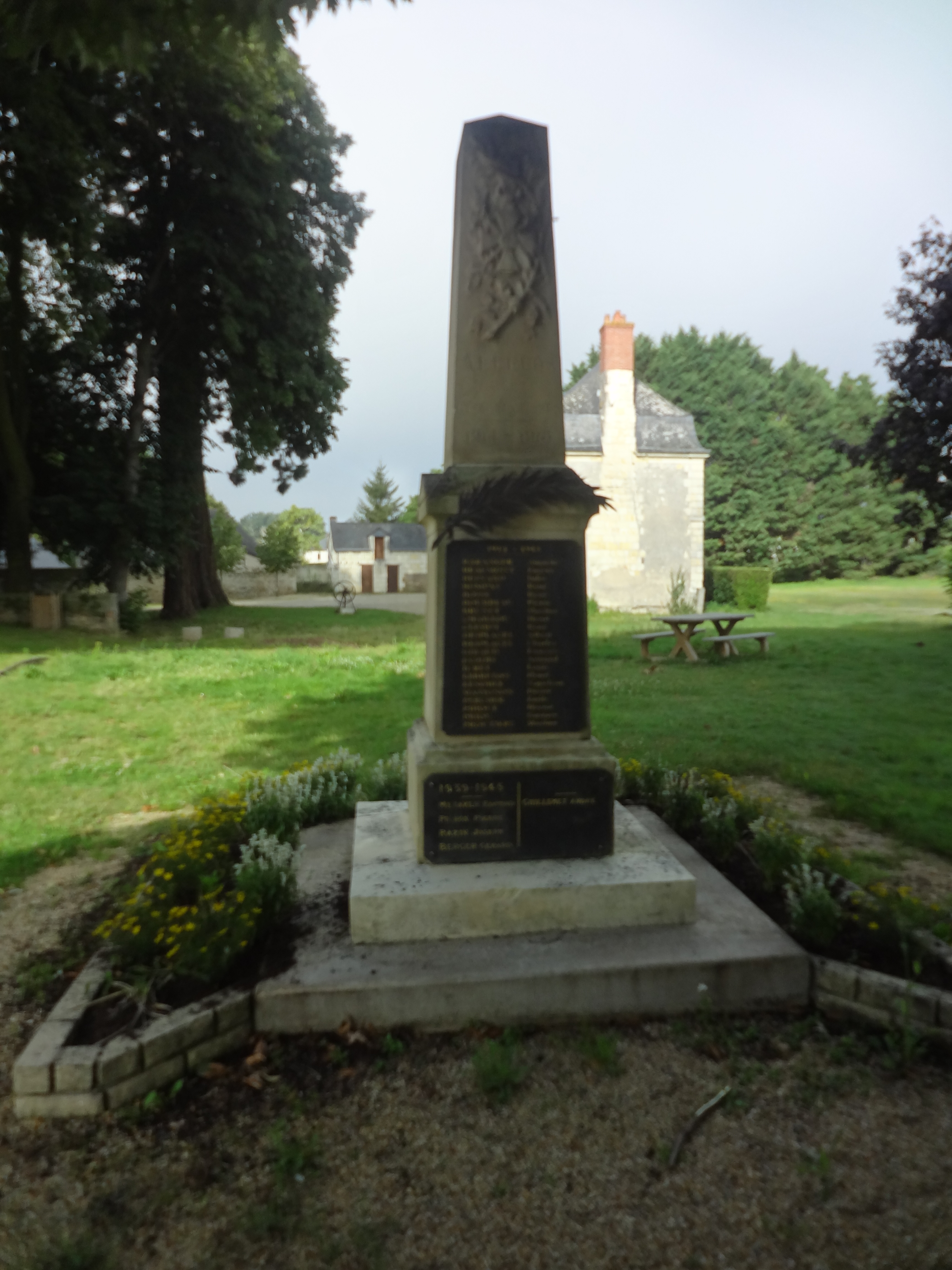
Gefallenendenkmal